# Braziliaanse zaagbek
De Braziliaanse zaagbek (Mergus octosetaceus) is een vogel uit de familie Anatidae. De wetenschappelijke naam van de soort is voor het eerst geldig gepubliceerd in 1817 door Vieillot. Het is een ernstig bedreigde vogelsoort in het oosten en midden-zuiden van Zuid-Amerika.

## Kenmerken
De vogel is 49 tot 56 cm lang. Het is slanke eend, iets kleiner dan een middelste zaagbek met ook een kuif. De vogel is van boven donker, bijna zwart met een groene glans. Van onder is de vogel fijngestreept donkergrijs, naar de buik toe steeds lichter. Verder heeft deze zaagbek een witte spiegel op de vleugel. De poten zijn lilakleurig en hij heeft een typische zaagbeksnavel.

## Voorkomen
De soort komt  voor in zuidelijk en Midden-Brazilië, oostelijk Paraguay en noordoostelijk Argentinië. Het leefgebied bestaat uit ondiepe, snelstromende rivieren met schoon, helder water.

## Status
De Braziliaanse zaagbek heeft een zeer klein verspreidingsgebied en daardoor is de kans op uitsterven aanwezig. De grootte van de populatie werd in 2013 door BirdLife International geschat op 50 tot 250 individuen en de populatie-aantallen nemen af. Het leefgebied wordt aangetast door ontbossing, afdammen van rivieren en mijnbouwactiviteiten waardoor de riveren vervuild raken. Om deze redenen staat deze soort als ernstig bedreigd (kritiek) op de Rode Lijst van de IUCN.